# Pegomya dentella
Pegomya dentella är en tvåvingeart som beskrevs av Li och Deng 1983. Pegomya dentella ingår i släktet Pegomya och familjen blomsterflugor. Inga underarter finns listade i Catalogue of Life.